# Medaglia per i servizi nel condurre il censimento della popolazione
La medaglia per i servizi nel condurre il censimento della popolazione è stato un premio statale della Federazione Russa.

## Storia
La medaglia è stata istituita il 14 ottobre 2002 ed è stata assegnata fino al 7 luglio 2010.

## Assegnazione
La medaglia è assegnata ai cittadini che hanno dato un contributo significativo alla preparazione e allo svolgimento del censimento nazionale della popolazione.

## Insegne
- La  medaglia è di ottone e raffigura, nel dritto, l'emblema di Stato della Federazione Russa incorniciato da foglie di alloro. Nel rovescio vi è l'iscrizione "Per i servizi nel condurre il censimento della popolazione" e l'anno "2002".
- Il  nastro è per un terzo bianco, un terzo blu e un terzo rosso.